# Othinosmia stupenda
Othinosmia stupenda är en biart som beskrevs av Griswold 1994. Othinosmia stupenda ingår i släktet Othinosmia och familjen buksamlarbin. Inga underarter finns listade i Catalogue of Life.